# Instituto Universitario de Investigación Informática
El Instituto Universitario de Investigación Informática (IUII), es un instituto universitario integrado en la Universidad de Alicante. 

## Emplazamiento
El instituto está situado en el Campus de San Vicente del Raspeig, localidad próxima a Alicante.

## Grupos de Investigación
Los grupos de investigación adscritos al Centro son:
- Automática, Robótica y Visión Artificial (AUROVA)
- Computación de Altas Prestaciones y Paralelismo (CAPyP) Archivado el 11 de abril de 2010 en Wayback Machine.
- Criptología y Seguridad Computacional (CSC)
- European Lab for Learning & Intelligent Systems - ELLIS Alicante Unit
- GrupoM. Redes y Middleware (grupoM) Archivado el 11 de abril de 2010 en Wayback Machine.
- Informática Industrial e Inteligencia Artificial (I3A)
- Informática Industrial y Redes de Computadores (I2RC) (enlace roto disponible en Internet Archive; véase el historial, la primera versión y la última).
- Ingeniería Bioinspirada e Informática para la Salud (IBIS) (enlace roto disponible en Internet Archive; véase el historial, la primera versión y la última).
- Ingeniería Web, Aplicaciones y Desarrollos (IWAD) Archivado el 11 de abril de 2010 en Wayback Machine.
- Lucentia (Lucentia)
- Procesamiento del Lenguaje Natural y Sistemas de Información (gPLSI)
- Reconocimiento de Formas e Inteligencia Artificial (gRFIA)
- Robótica y Visión Tridimensional (RVT)
- Señales, Sistemas y Telecomunicación (SST)
- Traducción Automática, Bibliotecas Digitales y Educación Asistida por Ordenador (Transducens)
- Grupo de Investigación en CAD/CAM/CAE de la Universidad de Alicante (UniCAD) Archivado el 11 de abril de 2010 en Wayback Machine.
- Visión Robótica (RVG)